# Indianapolis Colts 1988

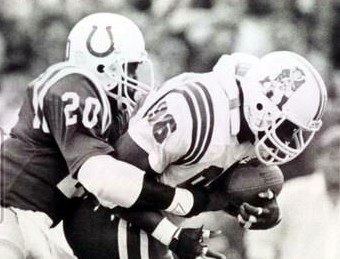
I Colts contro i New England Patriots nel 1988

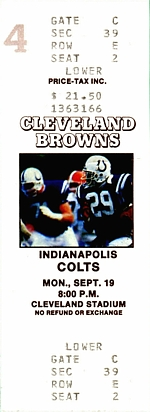
Un biglietto per la partita del settembre 1988 tra i Colts e i Cleveland Browns

La stagione 1988 degli Indianapolis Colts è stata la 35ª della franchigia nella National Football League, la quinta con sede a Indianapolis. I Colts conclusero con un record di 9 vittorie e 7 sconfitte, chiudendo al secondo posto dell'AFC East ma mancando l'accesso ai  playoff dopo la qualificazione dell'anno precedente.

## Roster
| Roster degli Indianapolis Colts nel 1988 |
| --- |
| Quarterback - 17 Chris Chandler - 7 Gary Hogeboom - 10 Jack Trudeau - 12 Ricky Turner Running Back - 20 Albert Bentley - 29 Eric Dickerson - 34 George Wonsley Wide Receiver - 86 Roy Banks - 87 Mark Bellini - 85 Matt Bouza - 80 Bill Brooks - 83 Clarence Verdin KR/PR Tight End - 81 Pat Beach - 84 Mark Boyer - 48 Donnie Dee Offensive Linemen - 62 Brian Baldinger G - 71 Kevin Call T - 69 Randy Dixon G - 53 Ray Donaldson C - 74 Chris Gambol G - 75 Chris Hinton T - 65 Joel Patten T - 64 Ben Utt G Defensive Linemen - 79 Harvey Armstrong DT - 72 Byron Darby DE - 75 Jon Hand DE - 73 Joe Klecko DT - 99 Donnell Thompson DE Linebacker - 97 O'Brien Alston - 50 Duane Bickett - 55 Barry Krauss - 56 Orlando Lowry - 56 Fredd Young Defensive Back - 38 Eugene Daniel CB - 37 Chris Goode CB - 21 John Holt - 39 Mike Prior FS - 47 Freddie Robinson SS - 27 Keith Taylor FS - 42 Willie Tullis CB Special Team - 14 Jess Atkinson K - 4 Dean Biasucci K - 9 Kerry Brady K - 3 Rohn Stark P |
| Legenda - I rookie sono in corsivo. - Il primo ruolo è il principale mentre gli eventuali successivi indicano i ruoli secondari. - (IR) sta per Injured Reserve ed indica la lista ristretta per un solo giocatore infortunato che può tornare ad allenarsi dopo la settimana 6 e a rientrare in prima squadra dopo che questa ha giocato 8 partite. - (NF-Inj.) / (NF-Ill.) stanno rispettivamente per Non-Football Injured e Non-Football Illness ed indicano le liste dove viene inserito un giocatore che ha un infortunio o una malattia non dipendente dal football americano. - (PUP) sta per Physically Unable to Perform ed indica la lista dove viene inserito un giocatore mentre è in attesa di recuperare la condizione fisica. Nella stagione regolare dopo la sesta partita giocata dalla propria squadra, il giocatore ha tempo tre settimane per riprendere ad allenarsi, più tre settimane aggiuntive dal suo rientro agli allenamenti per rientrare in prima squadra.                    |

Fonte:

## Calendario
| Stagione regolare |                   |                         |           |        |                     |          |
| Turno             | Data              | Avversario              | Risultato | Record | Stadio              | Pubblico |
| 1                 | 4 settembre 1988  | Houston Oilers          | S 14–17   | 0–1    | Hoosier Dome        | 57,251   |
| 2                 | 11 settembre 1988 | Chicago Bears           | S 13–17   | 0–2    | Hoosier Dome        | 60,503   |
| 3                 | 19 settembre 1988 | at Cleveland Browns     | S 17–23   | 0–3    | Cleveland Stadium   | 75,148   |
| 4                 | 25 settembre 1988 | Miami Dolphins          | V 15–13   | 1–3    | Hoosier Dome        | 59,638   |
| 5                 | 2 ottobre 1988    | at New England Patriots | S 17–21   | 1–4    | Sullivan Stadium    | 58,050   |
| 6                 | 9 ottobre 1988    | at Buffalo Bills        | S 23–24   | 1–5    | Rich Stadium        | 76,018   |
| 7                 | 16 ottobre 1988   | Tampa Bay Buccaneers    | V 35–31   | 2–5    | Hoosier Dome        | 53,135   |
| 8                 | 23 ottobre 1988   | at San Diego Chargers   | V 16–0    | 3–5    | Jack Murphy Stadium | 37,722   |
| 9                 | 31 ottobre 1988   | Denver Broncos          | V 55–23   | 4–5    | Hoosier Dome        | 60,544   |
| 10                | 6 novembre 1988   | New York Jets           | V 38–14   | 5–5    | Hoosier Dome        | 59,233   |
| 11                | 13 novembre 1988  | at Green Bay Packers    | V 20–13   | 6–5    | Lambeau Field       | 53,492   |
| 12                | 20 novembre 1988  | at Minnesota Vikings    | S 3–12    | 6–6    | Metrodome           | 58,342   |
| 13                | 27 novembre 1988  | New England Patriots    | V 24–21   | 7–6    | Hoosier Dome        | 58,157   |
| 14                | 4 dicembre 1988   | at Miami Dolphins       | V 31–28   | 8–6    | Joe Robbie Stadium  | 45,236   |
| 15                | 10 dicembre 1988  | at New York Jets        | S 16–34   | 8–7    | The Meadowlands     | 46,284   |
| 16                | December 18, 1988 | Buffalo Bills           | V 17–14   | 9–7    | Hoosier Dome        | 59,908   |

## Classifiche
| AFC East             |    |    |   |      |      |       |     |     |     |
|                      | V  | S  | P | %    | CONF | DIV   | PF  | PS  | STR |
| Buffalo Bills(2)     | 12 | 4  | 0 | .750 | 7–1  | 10–2  | 329 | 237 | S1  |
| Indianapolis Colts   | 9  | 7  | 0 | .563 | 5–3  | 7–5   | 354 | 315 | V1  |
| New England Patriots | 9  | 7  | 0 | .563 | 5–3  | 7–5   | 250 | 284 | S1  |
| New York Jets        | 8  | 7  | 1 | .531 | 3–5  | 6–7–1 | 372 | 354 | V2  |
| Miami Dolphins       | 6  | 10 | 0 | .375 | 0–8  | 3–9   | 319 | 380 | S1  |